# Zdraví

Symbol léčení a zdraví (Aeskulapova hůl)

Zdraví se často chápe jako absence nemoci, funkcionálně jako schopnost vyrovnat se s denními aktivitami, nebo pozitivně jako způsobilost a podoba balance (vyrovnanosti). V každém organismu je zdraví forma homeostáze. To je stav rovnováhy mezi příjmem a výdejem energie a látky (s možností růstu). Zdraví může též znamenat dobré vyhlídky na přežití. U vnímajících bytostí jako lidi je zdraví širší koncept.[zdroj?]
Světová zdravotnická organizace (WHO) definuje zdraví jako „stav kompletní fyzické, duševní a sociální pohody, a nikoliv pouhé nepřítomnosti nemoci či vady“. Tuto definici lze považovat za idealistickou a nerealistickou. Podle ní se dá 95 % lidí označit jako nemocných nebo postižených (vadou, nepohodou).
V programu WHO Zdraví pro všechny do roku 2000 (Health for All, HFA), který byl přijat v roce 1977, se objevila doplňující charakteristika zdraví jako schopnosti vést sociálně a ekonomicky produktivní život.

## Klíčové faktory pro zdraví
Lidské zdraví je složitý mechanismus, podmíněný miliony různých struktur a dějů, jejich vzájemných vztahů a vazeb, které mají schopnost se měnit, zanikat a opět se obnovovat. Co všechno naše zdraví ovlivňuje, nikdo ještě nevyčíslil, ale přesto bylo prokázáno, že naše zdraví ovlivňuje nespočet faktorů, které lze seskupit do čtyř hlavních kategorií. Faktory životního a pracovního prostředí (znečištění, klimatické podmínky, výskyt různých materiálů a předmětů, potravinový řetězec ap.) ovlivňují zdraví jednotlivce z cca 15–20 %, genetické faktory (vrozené vady, pohlaví, úroveň intelektu ad.) z asi 10–15 %, faktory související s životním stylem (sportování, sexuální chování, úroveň vzdělání, spotřební chování, životní úroveň, zvládání stresu, výživa a s ní spojená obezita atd.) jsou zodpovědné za 50 % a kvalita a dostupnost zdravotní péče se podílí zhruba 10–15 %. Převážná část rizik, která zdraví ohrožují, přicházejí ze způsobu života a tato rizika lze ovlivnit – jsou fo aktory ovlivnitelné. Určitou část rizik tvoří faktory, které ovlivnit nelze, jako např. věk (s přibývajícím věkem riziko stoupá), pohlaví (některé nemoci jsou častější u žen, jiné u mužů) a dědičnost (geneticky podmíněná onemocnění).

### Biologie a genetika
Některé biologické a genetické faktory ovlivňují konkrétní populace více než jiné. Například starší dospělí jsou biologicky náchylní k horšímu zdraví než dospívající kvůli fyzickým a kognitivním účinkům stárnutí.
Srpkovitá anémie je běžným příkladem genetického determinanta zdraví. Srpkovitá buňka je stav, který lidé dědí, když oba rodiče nesou gen pro srpkovitou buňku. Tento gen je nejběžnější u lidí s předky ze západoafrických zemí, středomořských zemí, zemí Jižní nebo Střední Ameriky, karibských ostrovů, Indie a Saúdské Arábie.
Mezi příklady biologických a genetických sociálních determinantů zdraví patří:
- Věk

- Pohlaví

- Stav HIV

- Zděděné stavy, jako je srpkovitá anémie, hemofilie a cystická fibróza

- Nese gen BRCA1 nebo BRCA2, což zvyšuje riziko rakoviny prsu a vaječníků

- Rodinná anamnéza srdečních chorob

### Individuální chování
Chování jednotlivce také hraje roli ve výsledcích zdraví. Například pokud jedinec přestane kouřit, jeho riziko vzniku srdečních onemocnění je výrazně sníženo.
Mnoho intervencí v oblasti veřejného zdraví a zdravotní péče se zaměřuje na změnu individuálního chování, jako je zneužívání návykových látek, strava a fyzická aktivita. Pozitivní změny v individuálním chování mohou snížit výskyt chronických onemocnění v této zemi.
Příklady jednotlivých determinantů chování zdraví zahrnují:
- Strava
- Fyzická aktivita (pracovní však negativně)[6]
- Alkohol, cigarety a jiné drogy
- Mytí rukou

## Udržování
Dosahování a udržování zdraví je trvalý proces, který je formován jak vývojem znalostí a postupů v oblasti zdravotní péče, tak osobními strategiemi a organizovanými intervencemi pro udržení zdraví.

### Strava
Hlavní článek: Lidská výživa
Důležitým způsobem, jak si udržet zdraví, je zdravá strava. Zdravá strava zahrnuje řadu rostlinných a živočišných potravin, které dodávají tělu živiny. Tyto živiny vám dodávají energii a udržují vaše tělo v chodu. Živiny pomáhají budovat a posilovat kosti, svaly a šlachy a také regulují tělesné procesy (tj. krevní tlak). Voda je nezbytná pro růst, reprodukci a dobré zdraví. Makroživiny se konzumují v relativně velkém množství a zahrnují bílkoviny, sacharidy, tuky a mastné kyseliny. Mikroživiny – vitamíny a minerály – se konzumují v relativně menším množství, ale jsou nezbytné pro tělesné procesy. Průvodce potravinami pyramida je průvodce zdravými potravinami ve tvaru pyramidy rozdělený do sekcí. Každá část ukazuje doporučený příjem pro každou skupinu potravin (tj. Bílkoviny, tuky, sacharidy a cukry). Výběr zdravých potravin je důležitý, protože může snížit riziko srdečních onemocnění, vzniku některých druhů rakoviny a přispěje k udržení zdravé hmotnosti.
Středomořská strava je obvykle spojována s účinky podporujícími zdraví, protože obsahuje některé bioaktivní sloučeniny, jako jsou fenolové sloučeniny, isoprenoidy a alkaloidy.

### Cvičení
Hlavní článek: Tělesné cvičení
Tělesné cvičení zvyšuje nebo udržuje fyzickou zdatnost a celkové zdraví a wellness. Posiluje svaly a zlepšuje kardiovaskulární systém. Podle National Institutes of Health existují čtyři typy cvičení: vytrvalost, síla, flexibilita a rovnováha.

### Spánek
Hlavní článek: Spánek a Spánková deprivace
Spánek je nezbytnou součástí udržování zdraví. U dětí je spánek také nezbytný pro růst a vývoj. Probíhající deprivace spánku byla spojena se zvýšeným rizikem některých chronických zdravotních problémů. Kromě toho se ukázalo, že deprivace spánku koreluje jak se zvýšenou náchylností k nemocem, tak s pomalejšími dobami zotavení z nemoci. V jedné studii bylo zjištěno, že u lidí s chronickým nedostatečným spánkem, stanoveným na šest hodin spánku za noc nebo méně, je čtyřikrát vyšší pravděpodobnost nachlazení ve srovnání s těmi, kteří uváděli, že spí sedm hodin nebo více za noc. Vzhledem k roli spánku v regulaci metabolismu může nedostatek spánku také hrát roli při přibývání na váze nebo naopak při bránění hubnutí. V roce 2007 navíc Mezinárodní agentura pro výzkum rakoviny, která je agenturou pro výzkum rakoviny pro Světovou zdravotnickou organizaci, prohlásila, že „práce na směny, která zahrnuje cirkadiánní narušení, je pro člověka pravděpodobně karcinogenní“, když mluvila o nebezpečích dlouhodobé noční práce kvůli jeho vniknutí do spánku. V roce 2015 vydala Národní spánková nadace aktualizovaná doporučení týkající se požadavků na délku spánku na základě věku a dospěla k závěru, že „jednotlivci, kteří obvykle spí mimo normální rozmezí, mohou vykazovat známky nebo příznaky vážných zdravotních problémů, nebo pokud to udělají dobrovolně, mohou ohrozit své zdraví a pohoda. “
| Věk a stav                     | Potřeby spánku |
| ------------------------------ | -------------- |
| Novorozenci (0–3 měsíce)       | 14 až 17 hodin |
| Kojenci (4–11 měsíce)          | 12 až 15 hodin |
| Batolata (1–2 roky)            | 11 až 14 hodin |
| Předškoláci (3–5 roky)         | 10 až 13 hodin |
| Děti školních věku (6–13 roky) | 9 až 11 hodin  |
| Teenageři (14–17 roky)         | 8 až 10 hodin  |
| Dospělí (18–64 roky)           | 7 až 9 hodin   |
| Starší dospělí (65 let a více) | 7 až 8 hodin   |

### Role vědy
Hlavní článěk: Zdravotní péče
Věda o zdraví je vědní obor zaměřený na zdraví. Ve vědě o zdraví existují dva hlavní přístupy: studium a výzkum těla a otázek souvisejících se zdravím, aby se pochopilo, jak fungují lidé (a zvířata), a aplikace těchto znalostí ke zlepšení zdraví ak prevenci a léčbě nemocí a jiných fyzických a mentální postižení. Věda staví na mnoha podoborech, včetně biologie, biochemie, fyziky, epidemiologie, farmakologie, lékařské sociologie. Aplikované vědy o zdraví se snaží lépe porozumět a zlepšit lidské zdraví prostřednictvím aplikací v oblastech, jako je zdravotní výchova, biomedicínské inženýrství, biotechnologie a veřejné zdraví.
Organizované intervence ke zlepšení zdraví založené na principech a postupech vyvinutých prostřednictvím věd o zdraví poskytují odborníci vyškolení v lékařství, ošetřovatelství, výživě, farmacii, sociální práci, psychologii, pracovní terapii, fyzikální terapii a dalších zdravotnických profesích. Kliničtí lékaři se zaměřují hlavně na zdraví jednotlivců, zatímco odborníci na veřejné zdraví berou v úvahu celkové zdraví komunit a populací. Firmy stále častěji přijímají wellness programy na pracovišti pro svou hodnotu při zlepšování zdraví a pohody svých zaměstnanců, stejně jako školní zdravotní služby za účelem zlepšení zdraví a pohody dětí.

### Úloha veřejného zdraví
Hlavní článek: Veřejné zdraví
Veřejné zdraví bylo popsáno jako „věda a umění prevence nemocí, prodloužení života a podpory zdraví prostřednictvím organizovaného úsilí a informovaného výběru společnosti, organizací, veřejného a soukromého sektoru, komunit a jednotlivců.“ Jedná se o ohrožení celkového zdraví komunity na základě analýzy zdraví populace. Dotyčná populace může být tak malá jako hrstka lidí nebo tak velká jako všichni obyvatelé několika kontinentů (například v případě pandemie). Veřejné zdraví má mnoho podoborů, ale obvykle zahrnuje mezioborové kategorie epidemiologie, biostatistiky a zdravotnických služeb. Zdraví životního prostředí, zdraví komunity, zdraví chování a zdraví při práci jsou také důležitými oblastmi veřejného zdraví.
Zásahy veřejného zdraví se zaměřují na prevenci a zvládání nemocí, úrazů a jiných zdravotních stavů prostřednictvím sledování případů a podpory zdravého chování, komunit a (v aspektech souvisejících s lidským zdravím) prostředí. Jeho cílem je zabránit vzniku nebo opětovnému výskytu zdravotních problémů implementací vzdělávacích programů, vypracováním politik, správou služeb a prováděním výzkumu. V mnoha případech může být léčba nemoci nebo kontrola patogenu životně důležité pro prevenci u jiných, například během ohniska nákazy. Vakcinační programy a distribuce kondomů k prevenci šíření přenosných nemocí jsou příklady společných preventivních opatření v oblasti veřejného zdraví, stejně jako vzdělávací kampaně na podporu očkování a používání kondomů (včetně překonání odporu vůči nim).
Veřejné zdraví také přijímá různá opatření k omezení zdravotních rozdílů mezi různými oblastmi země a v některých případech kontinentem nebo světem. Jedním z problémů je přístup jednotlivců a komunit ke zdravotní péči z hlediska finančních, geografických nebo sociokulturních omezení. Aplikace systému veřejného zdraví zahrnují oblasti zdraví matek a dětí, správy zdravotnických služeb, reakce na mimořádné události a prevence a kontroly infekčních a chronických onemocnění.
Velký pozitivní dopad programů v oblasti veřejného zdraví je široce uznáván. Částečně kvůli politikám a opatřením vyvinutým prostřednictvím veřejného zdraví 20. století zaznamenalo pokles úmrtnosti kojenců a dětí a neustálé zvyšování průměrné délky života ve většině částí světa. Odhaduje se například, že průměrná délka života se od roku 1900 zvýšila u Američanů o třicet let, a celosvětově o šest let od roku 1990

### Strategie péče o sebe
Hlavní článek: Péče o sebe
Osobní zdraví částečně závisí na aktivních, pasivních a asistovaných podnětech, které lidé pozorují a osvojují si své vlastní zdraví. Patří sem osobní opatření k prevenci nebo minimalizaci účinků nemoci, obvykle chronického stavu, prostřednictvím integrativní péče. Zahrnují také postupy osobní hygieny k prevenci infekce a nemoci, jako je koupání a mytí rukou mýdlem; čištění zubů a zubních nití; bezpečné skladování, příprava a manipulace s potravinami; a mnoho dalších. Informace získané z osobních pozorování každodenního života – například o spánkových vzorcích, cvičebním chování, příjmu výživy a vlastnostech prostředí – mohou být použity k informování o osobních rozhodnutích a činech (např. „Ráno se cítím unavený, takže zkusím spánek na jiném polštáři “), stejně jako klinická rozhodnutí a plány léčby (např. pacient, který si všimne, že jeho boty jsou těsnější než obvykle, může mít zhoršení levostranného srdečního selhání a může vyžadovat diuretické léky ke snížení tekutin přetížení).
Osobní zdraví také částečně závisí na sociální struktuře života člověka. Udržování pevných sociálních vztahů, dobrovolnictví a dalších společenských aktivit bylo spojeno s pozitivním duševním zdravím a také zvýšilo dlouhověkost. Jedna americká studie mezi seniory nad 70 let zjistila, že časté dobrovolnictví bylo spojeno se sníženým rizikem úmrtí ve srovnání se staršími osobami, které se dobrovolnictví neúčastnily, bez ohledu na fyzický zdravotní stav. Další studie ze Singapuru uvádí, že dobrovolní důchodci měli významně lepší skóre kognitivního výkonu, méně depresivních příznaků a lepší duševní pohodu a spokojenost se životem než důchodci, kteří nejsou dobrovolníky.
Prodloužený psychický stres může negativně ovlivnit zdraví a byl uváděn jako faktor kognitivního poškození se stárnutím, depresivní nemocí a projevem nemoci. Zvládání stresu je aplikace metod ke snížení stresu nebo ke zvýšení tolerance vůči stresu. Relaxační techniky jsou fyzikální metody používané ke zmírnění stresu. Psychologické metody zahrnují kognitivní terapii, meditaci a pozitivní myšlení, které fungují snížením reakce na stres. Zlepšení příslušných dovedností, jako je řešení problémů a dovedností v oblasti řízení času, snižuje nejistotu a buduje důvěru, což také snižuje reakci na situace způsobující stres, kde jsou tyto dovednosti použitelné.

## Světová nerovnost v oblasti zdraví
Mezi vyspělými zeměmi a rozvojovými zeměmi panují obrovské rozdíly v oblasti zdraví. To se projevuje ve střední délce života, která je v řadě zemí subsaharské Afriky jen těsně přes čtyřicet let, zatímco ve vyspělých zemích i více než osmdesát let.
Hlavní faktory negativně ovlivňující zdraví lidí v rozvojových zemích jsou:
- infekční onemocnění jsou příčinou 40 % úmrtí v rozvojových zemích.[23] Nejzávažnějšími z nich jsou:
  - HIV/AIDS – na světě žije více než 40 milionů lidí nakažených virem HIV nebo již s nemocí AIDS.[24] Denně na AIDS umře 8000 lidí. V některých zemích subsaharské a jižní Afriky je nakažena více než čtvrtina populace[25].
  - malárie – odhaduje se, že akutních případů malárie je na světě zhruba 500 milionů. Více než milion lidí ročně jí podlehne.[26]
  - tuberkulóza – se často vyskytuje společně s HIV/AIDS. Ročně na ni zemře 1,8 milionu lidí.[26]
- podvýživa – způsobuje téměř polovinu všech dětských úmrtí v rozvojových zemích.[23] Kromě dětí ohrožuje také matky, ale celkově způsobuje nižší odolnost vůči nemocem.
- nedostatek pitné vody a špatné hygienické podmínky – více než miliarda lidí nemá přístup k pitné vodě. Počet úmrtí v důsledku špatné vody a hygieny experti odhadují na dva miliony ročně.[27]
- nedostupné léky a nedostatek lékařů – v řadě rozvojových zemí nedokáže systém zdravotnictví obsloužit všechny potřebné.
- Léky jsou často pro nemocné příliš drahé (například antiretrovirotika pro léčbu HIV/AIDS). A to i přesto, že Nejméně rozvinuté státy smějí produkovat generika – levnější odvozeniny patentovaných léků.
  - Nedostatek lékařů je velkým problémem zejména v Africe – tam je čtvrtina všech registrovaných onemocnění na světě, ale pouze tři procenta světových lékařů.[28] Situace se navíc na mnoha místech zhoršuje, protože místní lékaři odcházejí za lepšími podmínkami do vyspělých zemí.
  - špatná zdravotnická infrastruktura – tj. vzdálenost nemocnic, poliklinik a nedostatek lékařů je jednou z hlavních příčin vysoké mateřské úmrtnosti v rozvojových zemích.

Odstranit některé z nerovností v oblasti zdraví do roku 2015 si klade za cíl program OSN Rozvojové cíle tisíciletí. Podle všeho se však nepodaří tyto cíle naplnit. Pokud mají být tyto problémy řešeny, je třeba zvýšit úsilí (a vynaložené prostředky) na poli rozvojové spolupráce, a to nejen v oblasti zdravotnictví – v oblasti prevence je totiž důležité například zvyšování gramotnosti, boj proti hladu a chudobě, zajištění dostupné pitné vody a další kroky vedoucí k hospodářskému, společenskému i politickému rozvoji.
Evropská unie dlouhodobě vnímá otázku nerovností ve zdraví jako svou prioritu. Státní zdravotní ústav se účastnil několika projektů v této oblasti a projekt DETERMINE koordinoval. Státní zdravotní ústav navazuje na tyto mezinárodní projekty a implementuje teoretické poznatky do praxe. V období 2015–2016 probíhají projekty PPZ financované MZ ČR – Snižování zdravotních nerovností – podpora zdraví ve vyloučených lokalitách a Podpora zdraví pro osoby s poruchou sluchu.

### Příčiny nerovností v oblasti zdraví
Jak ukazuje výše uvedený diagram, základními příčinami nerovností v oblasti zdraví je nerovnoměrné rozdělení příjmů, moci a bohatství. To může vést k chudobě a marginalizaci jednotlivců a skupin.
Tyto základní příčiny také ovlivňují distribuci širších environmentálních vlivů na zdraví, jako je dostupnost
- práce
- vzdělání
- kvalitní bydlení

Mohou také ovlivnit přístup ke službám a sociálním a kulturním příležitostem v dané oblasti a ve společnosti.
Širší prostředí, ve kterém lidé žijí a pracují, pak formuje jejich individuální zkušenosti
- s nízkými příjmy
- špatné bydlení
- diskriminace
- přístup ke zdravotnickým službám

Toto prostředí pak formuje individuální zkušenosti napříč populací a vede k nerovnostem ve výsledcích v oblasti zdraví.

### Etnická nerovnost
Nerovnosti v oblasti zdraví mezi etnickou většinou a příslušníky etnických menšin převládají v současných evropských společnostech.